# San Giuliano Milanese
San Giuliano Milanese là một đô thị ở tỉnh Milano, vùng Lombardia của Italia, khoảng 12 km về phía đông nam củaMilano. Tại thời điểm ngày 31 tháng 12 năm 2004, đô thị này có dân số 33.561 người và diện tích là 30,7 km².
Đô thị San Giuliano Milanese gồm cácfrazioni (đơn vị cấp dưới, chủ yếu là thôn làng) Borgolombardo, Carpianello, Civesio, Mezzano, Pedriano, Sesto Ulteriano, Viboldone, and Zivido.
San Giuliano Milanese giáp các đô thị: San Donato Milanese, Mediglia, Locate di Triulzi, Colturano, Carpiano, Melegnano.